# 庫特基
50°30′31″N 27°6′55″E / 50.50861°N 27.11528°E
庫特基（烏克蘭語：Кутки），是烏克蘭西部的村莊，隸屬赫梅利尼茨基州的舍佩蒂夫卡區。該村始建於1850年，面積1.25平方公里，海拔高度217米，2001年人口384。